# Kuikuro
Els Kuikuro són un poble indígena del Brasil que actualment habita en els llogarets Ipatse, Akuhugi i Lahatuá del Parc indígena del Xingu, estat de Mato Grosso. El seu nom prové del del seu antic llogaret de Kuhikugu, que significa "els veritables peixos agulla" kuhi (Potamorrhaphis). El seu idioma pertany a la família Carib.

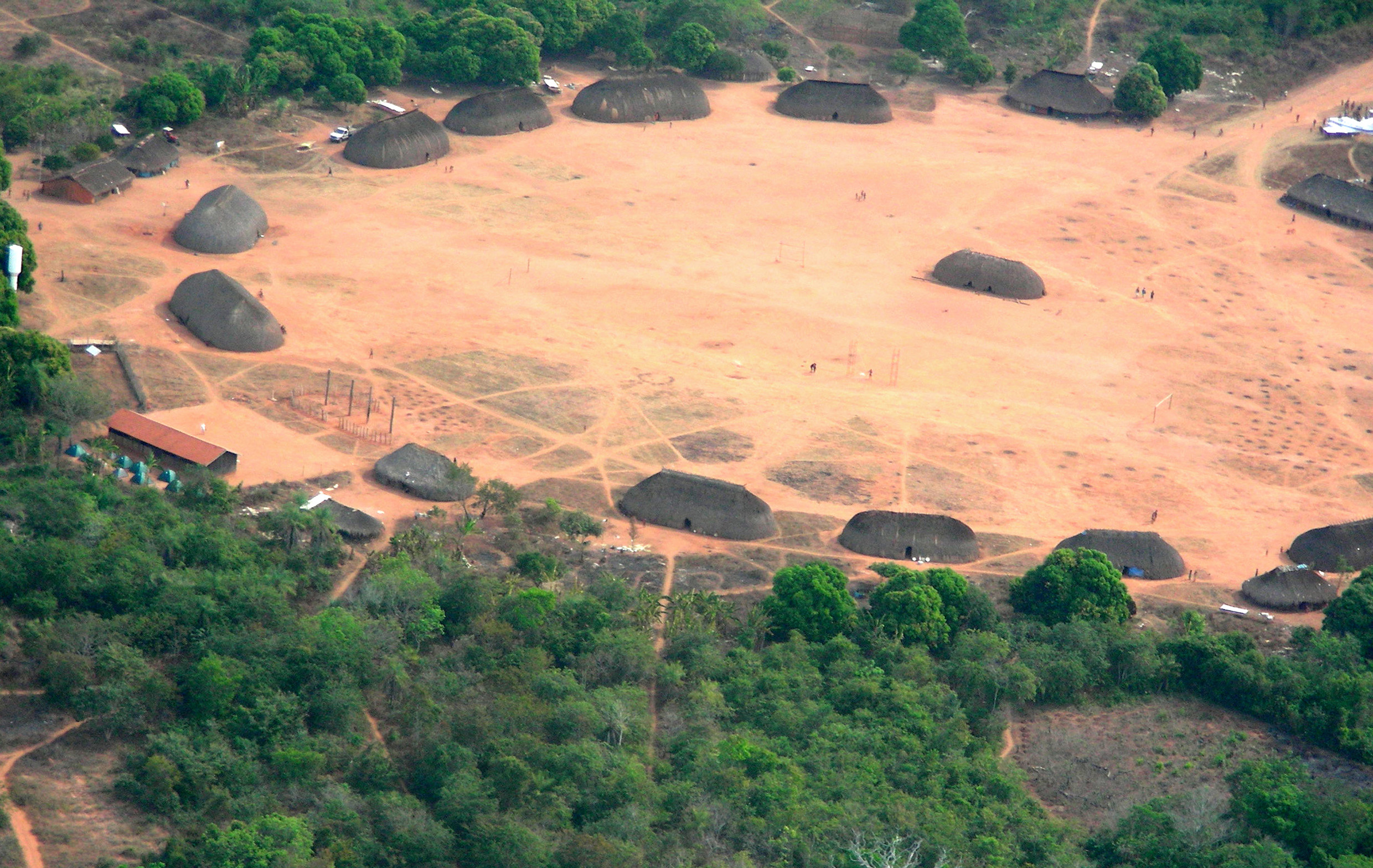
Vila kuikuro al parc del Xingu

## Història
Les troballes arqueològiques a la regió indiquen que el poblament va començar cap al final del primer mil·lenni de la nostra era. Segons estudis realitzats a la regió del Xingu, cap a l'any 1400 els llogarets indígenes havien aconseguit grans proporcions, trobant-se construccions amb estructures, estacades, plazass i portes d'entrada, amb ponts i camins principals amb angles congruents entre si. S'estima que prop de 10.000 indis vivien a la regió en aquest moment.
Tehukugu (X14), amb una casa circular de 55 m de diàmetre data de 1510. En aquesta època es podia distingir un complex oriental Carib, que incloïa els extints Yarumá i un complex occidental arawak, separats pel riu Culuene. S'estima que a mitjan segle xviii grups Carib van ocupar els territoris a l'oest del Culuene.
El poblat més gran, identificat pels arqueòlegs com X11 i anomenat Kuhikugo o "Lamakuka", tenia fortificacions defensives; places grans, una de 150 m d'ample; diversos carrers i rescloses per a piscicultura. Als voltants es troben àmplies extensions de terra preta com a resultat de l'agricultura itinerant i es veuen rastres de les vies que comunicaven X11 amb altres poblacions.
Un dels primers contactes dels Kuikuros amb els europeus va ser amb l'expedició de l'alemany Karl von den Steinen en 1884. Steinen és conegut en les narracions Kuikuro com Kalusi, "el primer home blanc a venir en pau." La història oral del Kuikuro es remunta fins i tot abans de Steinen, al primer home europeu que va visitar el Xingu, encara que aquestes persones no eren com Steinen i van capturar i van matar a indis i eren coneguts com bandeirantes. Durant el contacte amb els europeus, moltes malalties mortals van ser distribuïdes als indis i el seu número va caure dramàticament. S'estima que la població va descendir de 3.000 indis en 1900 a poc més de 700 indis a fins de 1940. Actualment es creu que la llegendària "gran ciutat" que buscava elexplorador Percy Fawcett, quan va desaparèixer en 1925, era X11 o en general el complex de poblats Kuikuro.
La delimitació del Parc Indígena Xingú en 1961, va ser feta amb àrea deu vegades menor de la qual d'acord amb estudis previs es va projectar en 1952, i excloïa territoris de diversos grups indígenes, com els Waurá, Mehinakus, Kuikuro, Kalapalo, Matipu i Nahukwá. En 1968 va ser modificat el límit sud, però us territoris d'aquests grups només van ser parcialment inclosos. una nova ampliació en 1971, va incloure la majoria d'aquests territoris, però fins i tot va deixar fora llocs tradicionals de pesca dels caribs.

## Economia
La subsistència depèn principalment de l'agricultura i la pesca. Els productes conreats més importants són iuca, moniato, pequí, blat de moro, cotó, ají, bananer, papaia, síndria, tabac, achiote i llimona. També cacen i recol·lecten mel, fruits silvestres, ous de tortuga i formigues comestibles. L'artesania d'olles de ceràmiques, hamaques, cistells, estores, bancs de fusta, collarets, cinturons i adorns de plomes, a més de ser fonamental per a la vida diària i els intercanvis entre llogarets i tractes previs als matrimonis, actualment permeten ingressos monetaris per comprar articles diversos

## Organització social
Tenen un sistema de parentiu dravídic amb cosins paral·lels considerats germans i matrimoni preferencial entre cosins creuats. La parella residirà al llogaret de la dona i l'home treballa pel sogre fins a tenir el seu primer fill. La línia de descendència és bilateral. Sempre reconeixen o designen un o una líder oto, del llogaret, de la casa i en cada activitat.

## Llengua
L'idioma kuikuro forma part de la família de llengües carib. Registra quatre dialectes: kuikuro sud, kalapalo, nahukuá i matipí. El kuikuro encara s'usa en tots els aspectes de la vida de diària, excepte per la comunicació amb altres ètnies. Els matrimonis mixtos, la escolarització i el major accés a la televisió i el comerç amb el món exterior han augmentat la necessitat de l'ús de portuguès.